# Anzia
Anzia is een geslacht van korstmossen uit de familie Parmeliaceae. De typesoort is Anzia colpodes.

## Soorten
Volgens Index Fungorum telt het geslacht elf soorten (peildatum maart 2023):
| Soortnaam           | Auteur(s)                          | Publicatiejaar |
| ------------------- | ---------------------------------- | -------------- |
| Anzia colpodes      | (Ach.) Stizenb.                    | 1862           |
| Anzia electra       | Rikkinen & Poinar                  | 2002           |
| Anzia flavotenuis   | Jayalal, Wolseley & Aptroot        | 2012           |
| Anzia gallowayi     | Elix                               | 2007           |
| Anzia hypomelaena   | (Zahlbr.) Xin Y. Wang & Li S. Wang | 2015           |
| Anzia isidiosa      | Yoshim.                            | 1995           |
| Anzia mahaeliyensis | Jayalal, Wolseley & Aptroot        | 2012           |
| Anzia minor         | Yoshim.                            | 1992           |
| Anzia pseudocolpota | Xin Y. Wang & Li S. Wang           | 2015           |
| Anzia rhabdorhiza   | Li S. Wang & M.M. Liang            | 2012           |
| Anzia tianjarana    | Yoshim. & Elix                     | 1992           |